# Gorušina
Gorušina (lat. Teesdalia), maleni biljni rod jednogodišnjeg raslinja i polugrmova iz porodice krstašica raširen po zemljama Sredozemlja.. 
Postoje tri vrste od kojih jedna raste i u  Hrvatskoj, to je  bezlistna gorušina ili  golostabljična gorušina,  Teesdalia nudicaulis

## Vrste
1. Teesdalia conferta (Lag.) O.Appel
2. Teesdalia coronopifolia (J.P.Bergeret) Thell.
3. Teesdalia nudicaulis (L.) W.T.Aiton